# Bernadette Olderdissen
Bernadette Olderdissen (geboren 1981 in der Nähe von Köln) ist eine deutsche Reisejournalistin und Schriftstellerin.

## Ausbildung
Olderdissen unterrichtete in mehreren Ländern Deutsch als Fremdsprache, unter anderem 2012 in Seoul und zuletzt in Toulouse am Goethe-Institut. Im Jahre 2017 kündigte sie diese Stelle und arbeitet seitdem hauptberuflich als Schriftstellerin. Olderdissen veröffentlichte unter anderem für Die Zeit, den Spiegel und die Stuttgarter Zeitung.

## Literarische Themen
Thematischer Inhalt von Olderdissens Büchern sind das Reisen und interkulturelle Erfahrungen. In jedem ihrer Bücher steht ein Land im Mittelpunkt, dessen Kultur im Verlauf der Geschichte eine Rolle spielt. Die Bücher „Mord en rose“, „Bossa mortem“ und „Bis der Tod euch findet“ sind Teile der Reihe „Globetrotter-Krimi“.

## Bücher
- Grazie, Genova. Zwei Jahre al dente. Rowohlt: 2014 ISBN 978-1499582611
- Bis der Tod dich findet. Globetrotter-Krimi. 2015 ISBN 978-1519390387
- Mord en Rose. Globetrotter-Krimi. 2015 ISBN 978-1512124255
- Bossa Mortem. Globetrotter-Krimi. 2016 ISBN 978-1535004107